# Герман (община Ранковце)
Вижте пояснителната страница за други значения на Герман.
Герман (на македонска литературна норма: Герман) е село в Северна Македония, в община Ранковце.

## География
Селото е разположено в западните склонове на едноименната планина Герман.

## История
В края на XIX век Герман е голямо българско село в Прешовска каза на Османската империя. Според статистиката на Васил Кънчов („Македония. Етнография и статистика“) от 1900 година Герман е населявано от 1250 жители българи християни.
Цялото християнско население на селото е под върховенството на Цариградската патриаршия. Според патриаршеския митрополит Фирмилиан в 1902 година в Джерман има 130 сръбски патриаршистки къщи. По данни на секретаря на Българската екзархия Димитър Мишев („La Macédoine et sa Population Chrétienne“) в 1905 година в Герман има 920 българи патриаршисти сърбомани.
По време на Първата световна война Герман е център на община в Кривопаланска околия и има 1088 жители
В 30-те години на XX век е изградена църквата „Света Троица“.
По време на българското управление във Вардарска Македония в годините на Втората световна война, Цветан В. Цеков от Ослен е български кмет на Герман от 24 април 1943 година до 22 юли 1943 година. След това кмет е Христо Ст. Бъчваров от Варна (23 септември 1943 - 12 август 1944).
Според преброяването от 2002 година селото има 311 жители.
| Националност     | Всичко |
| северномакедонци | 301    |
| албанци          | 0      |
| турци            | 0      |
| роми             | 0      |
| власи            | 0      |
| сърби            | 10     |
| бошняци          | 0      |
| други            | 0      |

## Личности
Родени в Герман
- Наум Якимов Филипов, български военен, редник 20-а допълваща дружина, 3-та рота, загинал 1918 година във Варна[7]